# Divisiones Regionales de la Región de Murcia 1975-76
Las divisiones regionales de fútbol son las categorías de competición futbolística de más bajo nivel en España, en las que participan deportistas aficionados, no profesionales. En las provincias de Murcia, Albacete y Alicante su administración corre a cargo de la Federación Regional Murciana de Clubes de Fútbol. Inmediatamente por encima de estas categorías estaba la Tercera División española.
En la temporada 1975-1976 las divisiones regionales se dividen en Regional Preferente, Primera Regional y Segunda Regional.
El campeón de Regional Preferente asciende al grupo III de Tercera División.
Esta temporada es la última de los equipos del centro de la provincia de Alicante en la Federación Regional Murciana. Estos equipos pasan la temporada siguiente a jugar en la Federación Valenciana. Permanecen los equipos del sur de la provincia de Alicante.

## Regional Preferente

### Clasificación
|  |     | Equipos de fútbol         | PJ | G  | E  | P  | GF | GC | Dif | Pts |
|  | --- | ------------------------- | -- | -- | -- | -- | -- | -- | --- | --- |
|  | 1.  | Yeclano CF                | 38 | 25 | 10 | 3  | 72 | 26 | +46 | 60  |
|  | 2.  | Cotillas FJ               | 38 | 19 | 13 | 6  | 46 | 28 | +18 | 51  |
|  | 3.  | AD Hellín                 | 38 | 23 | 4  | 11 | 63 | 44 | +19 | 50  |
|  | 4.  | Cartagena FC              | 38 | 19 | 9  | 10 | 50 | 27 | +23 | 47  |
|  | 5.  | CD Santa Pola             | 38 | 17 | 10 | 11 | 47 | 40 | +7  | 44  |
|  | 6.  | CD Molinense              | 38 | 17 | 9  | 12 | 56 | 37 | +19 | 43  |
|  | 7.  | CD Ilicitano              | 38 | 15 | 12 | 11 | 49 | 35 | +14 | 42  |
|  | 8.  | Imperial CF               | 38 | 18 | 6  | 14 | 61 | 50 | +11 | 42  |
|  | 9.  | Crevillente Industrial CF | 38 | 13 | 15 | 10 | 41 | 40 | +1  | 41  |
|  | 10. | AP Almansa                | 38 | 15 | 10 | 13 | 57 | 41 | +16 | 40  |
|  | 11. | CD Cieza                  | 38 | 15 | 10 | 13 | 52 | 47 | +5  | 40  |
|  | 12. | CD Almoradí               | 38 | 15 | 9  | 14 | 46 | 39 | +7  | 39  |
|  | 13. | Alicante CF               | 38 | 16 | 7  | 15 | 49 | 45 | +4  | 39  |
|  | 14. | Atlético Muleño           | 38 | 14 | 9  | 15 | 47 | 46 | +1  | 37  |
|  | 15. | UD Altea                  | 38 | 12 | 10 | 16 | 29 | 45 | -16 | 34  |
|  | 16. | UD Español SVR            | 38 | 11 | 10 | 17 | 40 | 62 | -22 | 32  |
|  | 17. | Abarán CF                 | 38 | 11 | 8  | 19 | 32 | 53 | -21 | 30  |
|  | 18. | Benidorm CD               | 38 | 8  | 10 | 20 | 36 | 60 | -24 | 26  |
|  | 19. | Rayo Ibense CF            | 38 | 4  | 4  | 30 | 24 | 73 | -49 | 12  |
|  | 20. | Atlético Albacete         | 38 | 5  | 1  | 32 | 23 | 82 | -59 | 11  |

Pts = Puntos; PJ = Partidos Jugados; G = Partidos Ganados; E = Partidos Empatados; P = Partidos Perdidos; GF = Goles Anotados; GC = Goles Recibidos
|  | Asciende a Tercera División |

### Promoción de ascenso a Tercera División
| Ida; 20 de junio de 1976 | Cotillas FJ | 0:0 | CD Lagun Onak |  |  |

| Vuelta; 27 de junio de 1976 | CD Lagun Onak | 1:0 (Global 1:0) | Cotillas FJ |  |  |

### Promoción de permanencia
La promoción de permanencia se disputó aunque no tuvo valor posterior. El traslado de muchos equipos a la regional valenciana dejaron vacantes que fueron ocupadas por los clubes de Primera Regional.
| Ida; 27 de junio de 1976 | UD Onil | 0:2 | Alicante CF |  |  |

| Vuelta; 4 de julio de 1976 | Alicante CF | 0:0 | UD Onil |  |  |

| Ida; 27 de junio de 1976 | Calpe CF | 4:0 | Atlético Muleño |  |  |

| Vuelta; 4 de julio de 1976 | Atlético Muleño | 6:1 | Calpe CF |  |  |

| Ida; 27 de junio de 1976 | UD Altea | 3:1 | CF Huercalense |  |  |

| Vuelta; 4 de julio de 1976 | CF Huercalense | 1:0 | UD Altea |  |  |

| Ida; 27 de junio de 1976 | UD Español SVR | 2:0 | Olímpico Juvenil |  |  |

| Vuelta; 4 de julio de 1976 | Olímpico Juvenil | 2:1 | UD Español SVR |  |  |

## Primera Regional

### Clasificación Grupo 1
|  |     | Equipos de fútbol  | PJ | G  | E  | P  | GF | GC  | Dif | Pts |
|  | --- | ------------------ | -- | -- | -- | -- | -- | --- | --- | --- |
|  | 1.  | Torrevieja CF      | 32 | 22 | 6  | 4  | 74 | 23  | +51 | 50  |
|  | 2.  | CF Lorca Deportiva | 32 | 22 | 4  | 6  | 72 | 26  | +46 | 48  |
|  | 3.  | Olímpico Juvenil   | 32 | 21 | 2  | 9  | 55 | 27  | +28 | 44  |
|  | 4.  | CF Huercalense     | 32 | 12 | 14 | 6  | 49 | 30  | +19 | 38  |
|  | 5.  | Alcantarilla CF    | 32 | 16 | 5  | 11 | 38 | 38  | 0   | 37  |
|  | 6.  | Pinatar CF         | 32 | 15 | 7  | 10 | 51 | 40  | +11 | 37  |
|  | 7.  | CD Ceutí           | 32 | 14 | 7  | 11 | 38 | 36  | +2  | 35  |
|  | 8.  | Águilas CF         | 32 | 12 | 11 | 9  | 51 | 40  | +11 | 35  |
|  | 9.  | CD Ilorcitano      | 32 | 17 | 1  | 14 | 59 | 58  | +1  | 35  |
|  | 10. | CD Mar Menor       | 32 | 15 | 2  | 15 | 40 | 32  | +8  | 32  |
|  | 11. | Mazarrón CF        | 32 | 11 | 8  | 13 | 41 | 43  | -2  | 30  |
|  | 12. | Deportiva Minera   | 32 | 11 | 8  | 13 | 53 | 48  | +5  | 30  |
|  | 13. | CD Bala Azul       | 32 | 12 | 3  | 17 | 46 | 59  | -13 | 27  |
|  | 14. | Caravaca CF        | 32 | 10 | 3  | 19 | 42 | 58  | -16 | 23  |
|  | 15. | CF Santomera       | 32 | 8  | 7  | 17 | 40 | 59  | -19 | 23  |
|  | 16. | CR Repesa          | 32 | 2  | 3  | 27 | 19 | 111 | -92 | 7   |
|  | 17. | UD Santa Lucía     | 32 | 6  | 1  | 25 | 24 | 64  | -40 | 0   |
|  | 18. | CD Júpiter         | 0  | 0  | 0  | 0  | 0  | 0   | 0   | 0   |
|  | 19. | Blanca OJE         | 0  | 0  | 0  | 0  | 0  | 0   | 0   | 0   |
|  | 20. | CD Lumbreras       | 0  | 0  | 0  | 0  | 0  | 0   | 0   | 0   |

Pts = Puntos; PJ = Partidos Jugados; G = Partidos Ganados; E = Partidos Empatados; P = Partidos Perdidos; GF = Goles Anotados; GC = Goles Recibidos
|  | Asciende a Regional Preferente |
|  | Desciende a Segunda Regional   |

### Clasificación Grupo 2
|  |     | Equipos de fútbol    | PJ | G  | E  | P  | GF  | GC  | Dif | Pts |
|  | --- | -------------------- | -- | -- | -- | -- | --- | --- | --- | --- |
|  | 1.  | Callosa Deportiva CF | 38 | 27 | 6  | 5  | 101 | 34  | +67 | 60  |
|  | 2.  | Hércules Atlético    | 38 | 22 | 10 | 6  | 75  | 19  | +56 | 54  |
|  | 3.  | Calpe CF             | 38 | 23 | 8  | 7  | 72  | 27  | +45 | 54  |
|  | 4.  | UD Onil              | 38 | 20 | 10 | 8  | 74  | 34  | +40 | 50  |
|  | 5.  | SD Castalla          | 38 | 21 | 5  | 12 | 69  | 43  | +26 | 47  |
|  | 6.  | Bañeres UD           | 38 | 18 | 7  | 13 | 51  | 38  | +13 | 43  |
|  | 7.  | SD Villajoyosa       | 38 | 18 | 7  | 13 | 70  | 45  | +25 | 43  |
|  | 8.  | UD Aspense           | 38 | 16 | 11 | 11 | 60  | 46  | +14 | 43  |
|  | 9.  | CP Villarrobledo     | 38 | 15 | 11 | 12 | 53  | 46  | +7  | 41  |
|  | 10. | Novelda CF           | 38 | 16 | 7  | 15 | 61  | 52  | +9  | 39  |
|  | 11. | CD Biarense          | 38 | 16 | 7  | 15 | 53  | 56  | -3  | 39  |
|  | 12. | Muchamiel CF         | 38 | 17 | 4  | 17 | 45  | 51  | -6  | 38  |
|  | 13. | CP La Roda           | 38 | 15 | 8  | 15 | 44  | 48  | -4  | 36  |
|  | 14. | CD Tháder            | 38 | 14 | 8  | 16 | 37  | 49  | -12 | 36  |
|  | 15. | CD Montesinos        | 38 | 11 | 9  | 18 | 41  | 59  | -18 | 31  |
|  | 16. | Monóvar CD           | 38 | 10 | 7  | 21 | 49  | 75  | -26 | 27  |
|  | 17. | Alone CF             | 38 | 6  | 8  | 24 | 42  | 100 | -58 | 20  |
|  | 18. | CP Pozo Cañada       | 38 | 7  | 6  | 25 | 39  | 111 | -72 | 20  |
|  | 19. | CP Tarazona          | 38 | 6  | 7  | 25 | 29  | 83  | -54 | 19  |
|  | 20. | Sporting La Gineta   | 38 | 7  | 5  | 26 | 40  | 89  | -49 | 19  |

Nota: SD Castalla, Bañeres UD, SD Villajoyosa, UD Aspense, Novelda CF y CD Biarense ascienden para ocupar una plaza en la Regional Preferente valenciana.
Pts = Puntos; PJ = Partidos Jugados; G = Partidos Ganados; E = Partidos Empatados; P = Partidos Perdidos; GF = Goles Anotados; GC = Goles Recibidos
|  | Asciende a Regional Preferente |
|  | Desciende a Segunda Regional   |

## Segunda Regional

### Clasificación Grupo 1
|  |     | Equipos de fútbol   | PJ | G  | E  | P  | GF | GC | Dif | Pts |
|  | --- | ------------------- | -- | -- | -- | -- | -- | -- | --- | --- |
|  | 1.  | Espinardo CF        | 26 | 16 | 5  | 5  | 48 | 21 | +27 | 37  |
|  | 2.  | Olimpia de Cieza CF | 26 | 13 | 10 | 3  | 45 | 21 | +24 | 36  |
|  | 3.  | UD Cabezo de Torres | 26 | 15 | 5  | 6  | 59 | 26 | +33 | 35  |
|  | 4.  | CD Pliego           | 26 | 12 | 7  | 7  | 43 | 33 | +10 | 31  |
|  | 5.  | Calasparra CF       | 26 | 11 | 9  | 6  | 47 | 26 | +21 | 31  |
|  | 6.  | Cordillera CF       | 25 | 13 | 4  | 9  | 51 | 38 | +13 | 30  |
|  | 7.  | CD Levante          | 25 | 11 | 7  | 7  | 47 | 26 | +21 | 29  |
|  | 8.  | Sangonera Atlético  | 26 | 10 | 5  | 11 | 39 | 43 | -4  | 25  |
|  | 9.  | CD Bullense         | 26 | 9  | 5  | 12 | 33 | 48 | -15 | 23  |
|  | 10. | Cehegín CF          | 26 | 6  | 6  | 14 | 30 | 62 | -32 | 18  |
|  | 11. | Club Crao           | 26 | 4  | 10 | 12 | 29 | 54 | -25 | 18  |
|  | 12. | UD Alhameña         | 26 | 4  | 9  | 13 | 28 | 49 | -21 | 17  |
|  | 13. | El Palmar CF        | 26 | 5  | 6  | 15 | 32 | 52 | -20 | 16  |
|  | 14. | UD La Copa          | 25 | 6  | 4  | 15 | 31 | 63 | -32 | 16  |

Pts = Puntos; PJ = Partidos Jugados; G = Partidos Ganados; E = Partidos Empatados; P = Partidos Perdidos; GF = Goles Anotados; GC = Goles Recibidos
|  | Asciende a Primera Regional |

### Clasificación Grupo 2
|  |     | Equipos de fútbol        | PJ | G  | E | P  | GF | GC | Dif | Pts |
|  | --- | ------------------------ | -- | -- | - | -- | -- | -- | --- | --- |
|  | 1.  | CD Torre Pacheco         | 24 | 16 | 6 | 2  | 59 | 22 | +37 | 38  |
|  | 2.  | CD Algar                 | 24 | 16 | 5 | 3  | 60 | 21 | +39 | 37  |
|  | 3.  | CD Roldán                | 24 | 15 | 5 | 4  | 63 | 19 | +44 | 35  |
|  | 4.  | CD Unionense             | 24 | 12 | 4 | 8  | 46 | 41 | +5  | 28  |
|  | 5.  | CD Plus Ultra            | 24 | 11 | 4 | 9  | 33 | 33 | 0   | 26  |
|  | 6.  | El Raal CF               | 24 | 10 | 5 | 9  | 37 | 30 | +7  | 25  |
|  | 7.  | Fuente Álamo CF          | 24 | 11 | 3 | 10 | 28 | 32 | -4  | 25  |
|  | 8.  | CCR Monteagudo           | 24 | 8  | 2 | 14 | 33 | 65 | -32 | 18  |
|  | 9.  | Los Alcázares CF         | 24 | 5  | 8 | 11 | 36 | 43 | -7  | 18  |
|  | 10. | CF Santiago de la Ribera | 24 | 6  | 5 | 13 | 29 | 54 | -25 | 17  |
|  | 11. | Balsapintada CF          | 24 | 7  | 2 | 15 | 30 | 51 | -21 | 16  |
|  | 12. | CD El Esparragal         | 24 | 5  | 6 | 13 | 36 | 54 | -18 | 16  |
|  | 13. | Beniaján CF              | 24 | 6  | 1 | 17 | 26 | 51 | -25 | 13  |
|  | 14. | Beniel CF                | 0  | 0  | 0 | 0  | 0  | 0  | 0   | 0   |

Pts = Puntos; PJ = Partidos Jugados; G = Partidos Ganados; E = Partidos Empatados; P = Partidos Perdidos; GF = Goles Anotados; GC = Goles Recibidos
|  | Asciende a Primera Regional |

### Clasificación Grupo 3
|  |     | Equipos de fútbol      | PJ | G  | E | P  | GF | GC  | Dif  | Pts |
|  | --- | ---------------------- | -- | -- | - | -- | -- | --- | ---- | --- |
|  | 1.  | CD El Campello         | 28 | 21 | 4 | 3  | 95 | 25  | +70  | 46  |
|  | 2.  | CD San Juan            | 28 | 19 | 7 | 2  | 68 | 19  | +49  | 45  |
|  | 3.  | Jijona CF              | 28 | 17 | 8 | 3  | 60 | 19  | +41  | 42  |
|  | 4.  | UD Petrelense          | 28 | 18 | 5 | 5  | 75 | 34  | +41  | 41  |
|  | 5.  | CD La Nucía            | 28 | 13 | 3 | 12 | 60 | 47  | +13  | 29  |
|  | 6.  | Rigas CF               | 28 | 10 | 9 | 9  | 54 | 47  | +7   | 29  |
|  | 7.  | CD Agostense           | 28 | 11 | 7 | 10 | 53 | 51  | +2   | 29  |
|  | 8.  | Sax CF                 | 28 | 11 | 7 | 10 | 36 | 32  | +6   | 29  |
|  | 9.  | CD Altet               | 28 | 10 | 6 | 12 | 52 | 55  | -3   | 26  |
|  | 10. | CD Villena Promesas    | 28 | 9  | 6 | 13 | 38 | 56  | -18  | 24  |
|  | 11. | CD Sagrado Corazón     | 28 | 9  | 5 | 14 | 57 | 65  | -8   | 23  |
|  | 12. | UD Benidorm            | 28 | 8  | 6 | 14 | 36 | 64  | -28  | 22  |
|  | 13. | Guardia de Franco Elda | 28 | 8  | 1 | 19 | 40 | 63  | -23  | 17  |
|  | 14. | AD Villafranqueza      | 28 | 2  | 6 | 20 | 31 | 75  | -44  | 10  |
|  | 15. | CR Eldense             | 28 | 3  | 2 | 23 | 17 | 122 | -105 | 8   |

Nota 1: UD Petrelense y CD La Nucía ascienden para ocupar una plaza en la Primera Regional valenciana.
Nota 2: CD Agostense, CD Altet, CD Villena Promesas, CD Sagrado Corazón, UD Benidorm y AD Villafranqueza se trasladan la temporada siguiente a la Segunda Regional valenciana.
Pts = Puntos; PJ = Partidos Jugados; G = Partidos Ganados; E = Partidos Empatados; P = Partidos Perdidos; GF = Goles Anotados; GC = Goles Recibidos
|  | Asciende a Primera Regional |

### Clasificación Grupo 4
|  |     | Equipos de fútbol              | PJ | G  | E  | P  | GF | GC | Dif | Pts |
|  | --- | ------------------------------ | -- | -- | -- | -- | -- | -- | --- | --- |
|  | 1.  | Cox CF                         | 26 | 15 | 9  | 2  | 60 | 18 | +42 | 39  |
|  | 2.  | Atlético San Miguel de Salinas | 26 | 17 | 5  | 4  | 66 | 23 | +43 | 39  |
|  | 3.  | CD Catral                      | 26 | 14 | 10 | 2  | 36 | 24 | +12 | 38  |
|  | 4.  | AD Romanense                   | 25 | 13 | 8  | 4  | 50 | 25 | +25 | 34  |
|  | 5.  | CRD Hondón de las Nieves       | 26 | 13 | 5  | 8  | 43 | 29 | +14 | 31  |
|  | 6.  | UD Horadada                    | 26 | 12 | 5  | 9  | 49 | 43 | +6  | 29  |
|  | 7.  | Marinense CF                   | 26 | 9  | 8  | 9  | 39 | 40 | -1  | 26  |
|  | 8.  | CD Algueña                     | 25 | 9  | 7  | 9  | 30 | 39 | -9  | 25  |
|  | 9.  | Atlético Orihuela              | 26 | 8  | 7  | 11 | 47 | 44 | +3  | 23  |
|  | 10. | Pinoso CF                      | 26 | 8  | 3  | 15 | 37 | 58 | -21 | 19  |
|  | 11. | CD Dolores                     | 26 | 7  | 4  | 15 | 45 | 55 | -10 | 18  |
|  | 12. | UD Benejúzar                   | 26 | 5  | 5  | 16 | 26 | 51 | -25 | 15  |
|  | 13. | CD Albatera                    | 26 | 5  | 3  | 18 | 28 | 58 | -30 | 13  |
|  | 14. | Redován CF                     | 26 | 5  | 3  | 18 | 28 | 77 | -49 | 13  |

Nota 1: CD Catral, AD Romanense, CRD Hondón de las Nieves, CD Algueña, Pinoso CF, CD Dolores se trasladan la temporada siguiente a la Segunda Regional valenciana.
Pts = Puntos; PJ = Partidos Jugados; G = Partidos Ganados; E = Partidos Empatados; P = Partidos Perdidos; GF = Goles Anotados; GC = Goles Recibidos
|  | Asciende a Primera Regional |

### Clasificación Grupo 5
|  |     | Equipos de fútbol     | PJ | G  | E | P  | GF | GC | Dif | Pts |
|  | --- | --------------------- | -- | -- | - | -- | -- | -- | --- | --- |
|  | 1.  | Atlético Tobarra      | 26 | 18 | 7 | 1  | 58 | 25 | +33 | 43  |
|  | 2.  | Máser CF              | 26 | 18 | 3 | 5  | 73 | 30 | +43 | 39  |
|  | 3.  | Madrigueras UD        | 26 | 15 | 4 | 7  | 50 | 30 | +20 | 34  |
|  | 4.  | CD Peñas de San Pedro | 26 | 13 | 7 | 6  | 66 | 40 | +26 | 33  |
|  | 5.  | CD Muebles La Rosa    | 26 | 12 | 5 | 9  | 50 | 32 | +18 | 29  |
|  | 6.  | Almansa Industrial    | 26 | 11 | 6 | 9  | 42 | 33 | +9  | 28  |
|  | 7.  | Ontur CF              | 26 | 11 | 5 | 10 | 69 | 48 | +21 | 27  |
|  | 8.  | CP Balazote           | 26 | 10 | 6 | 10 | 53 | 55 | -2  | 26  |
|  | 9.  | CF Chinchilla         | 26 | 11 | 4 | 11 | 54 | 57 | -3  | 26  |
|  | 10. | Atlético Ibañés       | 25 | 11 | 2 | 12 | 51 | 52 | -1  | 24  |
|  | 11. | CF Minaya             | 26 | 6  | 4 | 16 | 32 | 78 | -46 | 16  |
|  | 12. | Hellín SD             | 24 | 6  | 3 | 15 | 40 | 66 | -26 | 15  |
|  | 13. | CP Villamalense       | 26 | 4  | 4 | 18 | 30 | 73 | -43 | 12  |
|  | 14. | Munera CF             | 25 | 3  | 2 | 20 | 25 | 74 | -49 | 8   |

Pts = Puntos; PJ = Partidos Jugados; G = Partidos Ganados; E = Partidos Empatados; P = Partidos Perdidos; GF = Goles Anotados; GC = Goles Recibidos
|  | Asciende a Primera Regional |

## Promoción ascenso y permanencia en Primera y Segunda Regional

### Ronda de mejores clasificados de Segunda
Los equipos mejor clasificados de Segunda Regional con derecho a participar en la promoción de ascenso se enfrentan entre sí en dos eliminatorias. Los vencedores ascienden directamente a Primera Regional y los perdedores pasan a una repesca ante los dos mejores equipos de Primera Regional.
| Ida; 20 de junio de 1976 | CD Catral | 1:1 | CD San Juan |  |  |

| Vuelta; 27 de junio de 1976 | CD San Juan | 4:0 | CD Catral |  |  |

| CD San Juan asciende a Primera Regional, y se traslada a la Regional valenciana. |
| CD Catral pasa a la repesca.                                                     |

| Ida; 20 de junio de 1976 | Máser CF | 3:1 | CD Algar |  |  |

| Vuelta; 27 de junio de 1976 | CD Algar | 2:1 | Máser CF |  |  |

| Máser CF asciende a Primera Regional. |
| CD Algar pasa a la repesca.           |

### Ronda eliminatoria
El resto de equipos de Segunda Regional con derecho a participar en la promoción de ascenso se enfrentan a equipos de Primera Regional en duelo eliminatorio directo. Los vencedores juegan la temporada en siguiente en Primera Regional y los perdedores en Segunda Regional. Quedan exentos los dos equipos de Primera Regional con mejor coeficiente, que pasan directamente a la repesca.
| Ida; 20 de junio de 1976 | CF Santomera | 1:0 | UD Cabezo de Torres |  |  |

| Vuelta; 27 de junio de 1976 | UD Cabezo de Torres | 1:1 | CF Santomera |  |  |

| CF Santomera logra la permanencia en Primera Regional.           |
| UD Cabezo de Torres no asciende y permanece en Segunda Regional. |

| Ida; 20 de junio de 1976 | CD Pliego | 2:2 | CD Tháder |  |  |

| Vuelta; 27 de junio de 1976 | CD Tháder | 2:0 | CD Pliego |  |  |

| CD Tháder logra la permanencia en Primera Regional aunque posteriormente desciende. |
| CD Pliego no asciende y permanece en Segunda Regional.                              |

| Ida; 20 de junio de 1976 | CD Roldán | 2:0 | CR Repesa |  |  |

| Vuelta; 27 de junio de 1976 | CR Repesa | 1:2 | CD Roldán |  |  |

| CD Roldán asciende a Primera Regional.                     |
| CR Repesa desciende a Segunda Regional y deja de competir. |

| Ida; 20 de junio de 1976 | CP La Roda | 2:1 | Jijona CF |  |  |

| Vuelta; 27 de junio de 1976 | Jijona CF | 3:0 | CP La Roda |  |  |

| Jijona CF asciende a Primera Regional valenciana.                               |
| CP La Roda no desciende a Segunda Regional al aprovechar una vacante de plazas. |

| Ida; 20 de junio de 1976 | Monóvar CD | 3:1 | AD Romanense |  |  |

| Vuelta; 27 de junio de 1976 | AD Romanense | 0:0 | Monóvar CD |  |  |

| Monóvar CD logra la permanencia en Primera Regional aunque posteriormente deja de competir. |
| AD Romanense no asciende y permanece en Segunda Regional.                                   |

| Ida; 20 de junio de 1976 | CD Montesinos | 1:2 | Madrigueras UD |  |  |

| Vuelta; 27 de junio de 1976 | Madrigueras UD | 3:1 | CD Montesinos |  |  |

| Madrigueras UD asciende a Primera Regional. |
| CD Montesinos desciende a Segunda Regional. |

### Ronda de mejores clasificados de Segunda
Los equipos con mejor coeficiente clasificatorio de Primera Regional con derecho a participar en la promoción se enfrentan a los perdedores de la ronda eliminatoria de los mejores clasificados de Segunda Regional. Los vencedores juegan la temporada en siguiente en Primera Regional y los perdedores en Segunda Regional.
| Ida; 4 de julio de 1976 | CD Catral | 0:0 | CD Bala Azul |  |  |

| Vuelta; 11 de julio de 1976 | CD Bala Azul | 2:0 | CD Catral |  |  |

| CD Bala Azul logra la permanencia en Primera Regional. |
| CD Catral no asciende y permanece en Segunda Regional. |

| Ida; 4 de julio de 1976 | CD Algar | 1:1 | Caravaca CF |  |  |

| Vuelta; 11 de julio de 1976 | Caravaca CF | 2:0 | CD Algar |  |  |

| Caravaca CF logra la permanencia en Primera Regional. |
| CD Algar no asciende y permanece en Segunda Regional. |